# 後藤俊夫 (化学者)
後藤 俊夫（ごとう としお、1929年4月23日 - 1990年8月29日）は、日本の天然物化学者である。名古屋大学教授。

## 経歴
1929年（昭和4年）岐阜県岐阜市に生まれる。1946年（昭和21年）に岐阜薬学専門学校（現岐阜薬科大学）に入学、1949年（昭和24年）に卒業。同年名古屋大学理学部化学科に入学。卒業後、日本薬化学株式会社に入社するも、1954年（昭和29年）に母校名古屋大学に助手（平田義正教授）として戻る。1957年（昭和32年）から1959年（昭和34年）にかけてハーバード大学化学科（ルイス・フィーザー教授）に留学。1960年（昭和35年）名古屋大学より理学博士の学位を授与される。1961年（昭和36年）名古屋大学理学部助教授。1966年（昭和41年）名古屋大学農学部農芸化学科の教授に就任し、1990年（平成2年）に心筋梗塞で死去するまで、生物有機化学研究室を主宰した。

## 主な研究
後藤俊夫の研究は、天然物化学を中核とした広範なもので、いずれも極めて高く評価されている。その中でも、名古屋大学理学部平田義正教授との共同研究として行われたフグ毒テトロドトキシンの構造決定と生物発光の化学的解明、農学部に移ってからの研究では、アントシアニンの花色変異の化学解明、tRNA に含まれる超修飾ヌクレオシドQの化学的・生化学的研究、カイコ休眠ホルモンの構造研究が有名である。

## 受賞等
上記の研究に対して、中日文化賞「生物発光の化学的研究」（1973年（昭和48年）、岸義人、井上昭二と共同受章）、山路自然科学奨励賞「生物活性天然物の合成」（1975年（昭和50年））、有機合成化学協会賞「多官能性生理活性天然物の合成研究」（1977年（昭和52年））、内藤記念科学振興賞「tRNA に含まれる超修飾ヌクレオシド Q の化学的・生化学的研究」（1981年（昭和56年）、西村暹と共同受賞）、日本化学会賞「特異な生物機能を有する天然有機化合物の化学的研究」（1983年（昭和58年）） を受賞しており、1990年（平成2年）8月29日叙勲 (正四位勲三等旭日中綬章）に叙せられた。
なお、後藤俊夫は、それまでの天然物化学が主流としてきた「構造」と「合成」を二本柱とした研究から脱却して、生物活性有機化合物による生物活性発現機構の本質を分子レベルで追究することを目的とする「動的天然物化学（Dynamic aspect of natural products chemistry）」を提唱したことでも知られている。後藤俊夫の死去は、自らが代表者を務める文部省（当時）重点領域研究「動的天然物化学」の開始直後であった。なお死去後は、その業績を偲んで、後藤メモリアルレクチャーシップが創設され、1992年から2000年まで1年おきに国際的に著名な有機化学者（ノーベル賞受章3名を含む）による講演会「後藤メモリアルレクチャー」が名古屋大学において開催された。